# Elfriede Kaun
Elfriede Kaun (Büttel, 1914. október 5. – Kiel, 2008. március 5.) olimpiai bronzérmes német atléta, magasugró.

## Pályafutása
Pályafutása alatt egyetlen olimpián vett részt; 1936-ban, a berlini játékokon szerepelt. 1,60 méteres ugrásával végül harmadik lett Csák Ibolya és Dorothy Odam-Tyler mögött.
2008. március 5-én, 93 évesen hunyt el. Ő élt legtovább az 1936-os olimpián érmet szerzett német atléták közül. [forrás?]

## Egyéni legjobbjai
- Magasugrás - 1,63 méter (1939)